# Amparo Dávila

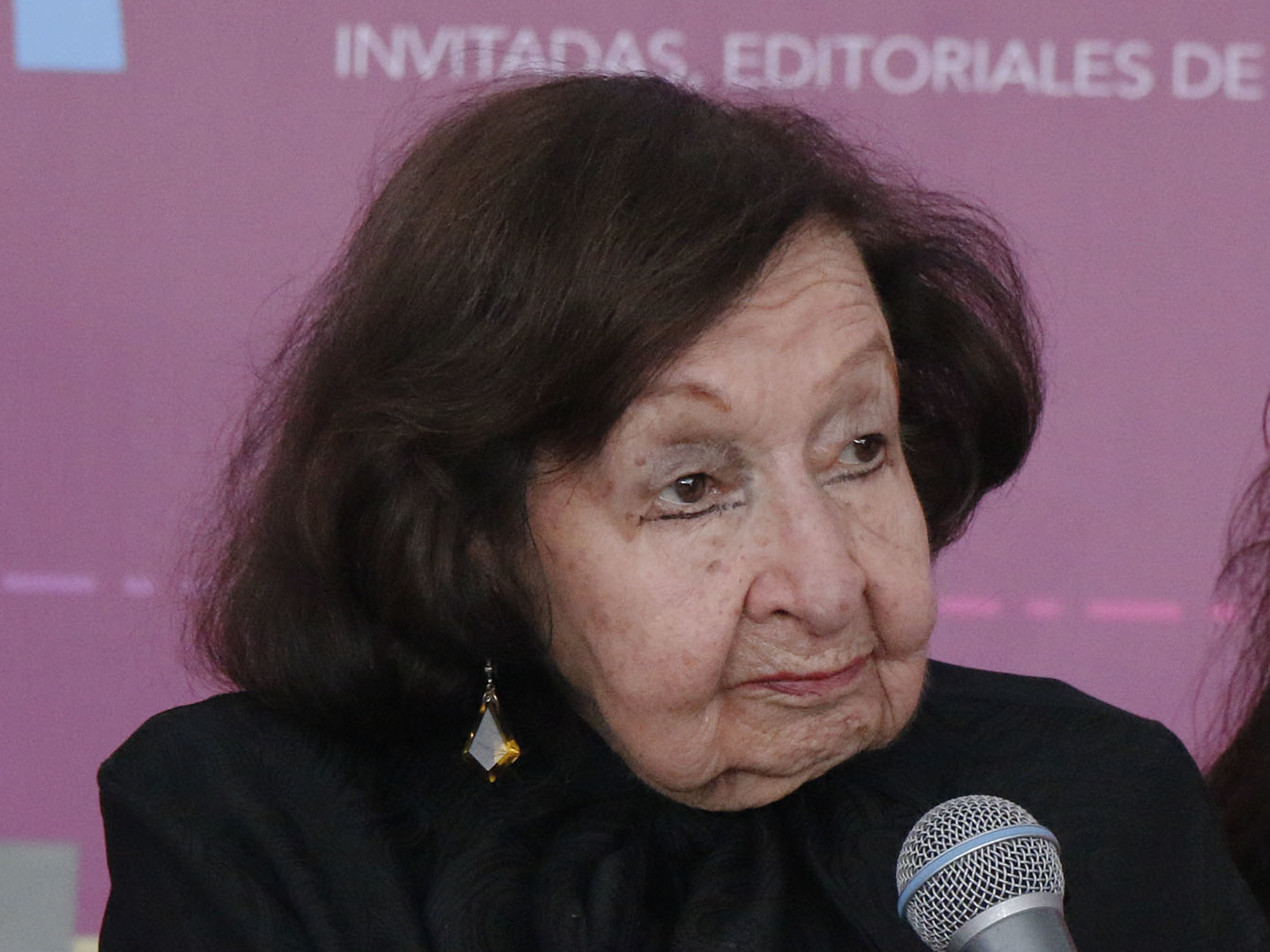
Amparo Dávila Im Tomás Segovia Literary Café der XVI. Internationalen Buchmesse, Zócalo 2016. Dort fand eine Hommage zu der Autorin und die Präsentation ihres Buches "Arboles petrificados" (Versteinerte Bäume) statt. Foto: Vianey Lozada / Secretaría de Cultura de la CDMX

Amparo Dávila (* 21. Februar 1928 in Zacatecas; † 18. April 2020 in Mexiko-Stadt) war eine Schriftstellerin und Dichterin der mexikanischen Literatur des 20. Jahrhunderts. Sie wurde bekannt für ihre Kurzgeschichten, die keinem bestimmten Genre angehören, aber welche die Phantastik und das Unheimliche berühren. 1977 gewann sie den Xavier Villaurutia Preis für ihre Kurzgeschichtensammlung "Árboles Petrificados".

## Leben

### Kindheit und Jugend
Amparo Dávila wurde in dem Dorf Pinos im mexikanischen Bundesstaat Zacatecas geboren. Sie beschreibt es als „das Dorf der trauernden Frauen von Agustín Yáñez“. Dávila war die einzige Überlebende von vier Geschwistern. Sie erzählte in ihrer Autobiografie, dass sie sich nach dem Tod ihres um ein Jahr jüngeren Bruders, Luis Angel, einsam, traurig und krank fühlte. Seit Amparo Dávila 5 Jahre Alt war, verlebte sie ihre Kindheit und Jugend alleine. Ihr prekärer Gesundheitszustand zwang sie lange Zeit nur zuhause zu bleiben. Dadurch verbrachte sie jedoch viel Zeit in der Bibliothek ihres Vaters und las mit Freude einige Autoren, die später ihr eigenes Werk maßgeblich beeinflussten, wie Emilio Prados, Luis Cernuda, Vicente Aleixandre, Franz Kafka, Hermann Hesse und D.H. Lawrence. Die göttliche Komödie war das Buch, das sie am meisten anzog. Sie beschreibt es als ein symbolisches Buch in ihrem Leben, in dem sie das Gesicht der Dämonen fand, die ihr Nacht für Nacht folgten.
Die Bibliothek ihres Vaters hatte einen Blick auf die Straße. Wenn die kleine Amparo Dávila Fieber hatte, war es ein Zeitvertreib, die Karawanen der Trauernden zu beobachten, die unterwegs waren um ihre Toten zu begraben. Dávila bezeichnete dies als „den Tod vorbeiziehen sehen“. In diesem Dorf gab es zu dieser Zeit nämlich keinen Friedhof. Die Familien mussten mit ihren Verstorbenen weite Strecken zu Fuß zurücklegen, um die Särge zu kaufen, in der ihre Verstorbenen begraben werden sollten. Manchmal wurden die Leichen auf dem Boden eines Karrens liegend oder auf einem Maultier eingewickelt transportiert. Für die Autorin waren diese Ereignisse ein Spektakel. Amparos Großvater, der neben dem Haus ihrer Eltern wohnte, hatte für seinen eigenen Todestag zu Hause einen Sarg vorbereitet.
In ihrer Autobiografie beschreibt Dávila, dass ihr nachts oft sehr kalt war und sie Angst hatte. Manchmal nahm sie eine weiß gekleidete Frau mit einer Kerze ohne Augen wahr, obwohl nicht klar ist, ob es sich um Erscheinungen handelt, die sie sich eingebildet oder wirklich gesehen hat.
Das erste Interesse der kleinen Amparo war die Alchemie. Da sie immer alleine spielen musste, vergnügte sie sich mit dem Sammeln von Blättern, Kräutern, Blumen, Steinen, Glas und anderen Dingen, um sie zu Hause zu mischen. Sie wollte Gift, Parfüm oder Gold herstellen. Im Alter von 7 Jahren brachten ihre Eltern sie nach San Luis Potosí, an eine religiöse Schule. Bewegt von der Geschichte von Gott und seinem Sohn, der am Kreuz starb, begann sie, Gedichte an Gott zu schreiben. In diesem Alter entdeckte sie das Schreiben als Notwendigkeit und später im Alter von 10 Jahren im Grammatikunterricht ihre Fähigkeit, Prosa zu schreiben.
Im Alter von 12 Jahren ging sie in eine religiöse Sekundaria, wo sie weiterhin biblische Geschichten und klassische englischsprachige Autoren las. In dieser Zeit schrieb sie nur Gedichte. Die junge Autorin nahm bis zum Ende der weiterführenden Schule auch Klavierunterricht. Das mexikanische Bildungssystem hätte vorgesehen, dass sie mit 15 Jahren in eine Preparatoria oder Bachillerato gehen sollte, aber ein neuer und schwerer gesundheitlicher Rückfall zwang sie wieder zu Hause zu bleiben. Hinzu kam, dass es in San Luis Potosí keine Preparatoria gab. In den Tagen der Krankheit und Isolation fing sie an zeitgenössische spanische Literatur zu lesen. Während dieser Zeit begann sie unter dem Einfluss des Hohenliedes und der Psalmen kleine Gedichte zu schreiben.

### Erwachsenenleben und Karriere
Als Amparo Dávila wieder gesund war, veröffentlichte sie einige ihre Gedichte in Literaturmagazinen: La Revista Estilo ihres Freundes Joaquín Alonso Peñalosa, und andere in den Magazinen Letras Potosinas und La Revista Ariel von Emmanuel Carballo und Carlos Valdez. Im Jahr 1950 veröffentlichte sie ihr erstes Werk „Salmos bajo la luna“" (Psalmen unter dem Mond), gefolgt von „Meditaciones a la orilla del sueño“ (Meditationen am Rande des Schlafes) und „Perfil de soledades“ (Profile der Einsamkeiten), beide 1954. In diesem Jahr zog sie nach Mexiko-Stadt, da sie sich eine Karriere als Schriftstellerin aufbauen wollte. In ihrem ersten Jahr in der Stadt wurde sie erneut schwer krank, konnte sich aber erholen.
Danach lernte sie den Dichter Alfonso Reyes kennen, den sie als „den Vergil“ bezeichnete, der sie durch die Welt der Buchstaben führte. Als Alfonso Reyes von ihren Nachtängsten erfuhr, stellte er sie dem Psychiater Federico Pascual del Roncal vor, der Amparo half sich aus der Panik der dunklen und nächtlichen Geister zu befreien. Dávila arbeitete von 1956 bis 1958 als Sekretärin von Alfonso Reyes. Zu dieser Zeit schreibt Amparo in ihrer Autobiografie, dass sie gelernt habe, frei zu sein und sich von keinem literarischen Kreis leiten zu lassen. Sie begann als literarische Übung Prosa zu schreiben. Ihre ersten Kurzerzählungen erschienen in den Zeitschriften Revista Mexicana de Literatura, Revista de la Universidad de México, Revista Estaciones, Revista de Bellas Artes und anderen.
1958 heiratete sie den Künstler Pedro Coronel, mit dem sie zwei Töchter bekam. Ein Jahr nach ihrer Hochzeit veröffentlichte der Verlag Fondo de Cultura Económica ihren ersten Sammelband „Tiempo destrozado“, später „Música concreta“ (1964).
Im Jahr 1966 erhielt die Autorin ein Stipendium des Centro Mexicano de Escritores (Mexikanisches Zentrum der Schriftsteller) und konnte damit das Werk „Árboles petrificados“ (Versteinerte Bäume) veröffentlichen. 1977 gewann sie den Xavier-Villaurrutia-Preis für dieses Werk.
An ihrem 90. Geburtstag im Jahr 2018 erhielt die Autorin mehrere Auszeichnungen. Das nationale Institut der schönen Künste und Literatur von Mexiko (Instituto nacional de bellas artes y literatura, INBAL) kündigte an, dass der Name des San Luis Potosí-Preis für Kurzgeschichten zu Ehren der Autorin geändert würde. Seitdem heißt er „Premio Bellas Artes de Cuento San Luis Potosí Amparo Dávila“.
2015 erhielt sie die Medaille der Schönen Künste. Den Jorge-Ibargüengoitia-Preis für Literatur erhielt sie Anfang 2020, verliehen von der Universität Guanajuato.
Amparo Dávila verstarb am 18. April 2020 in Mexiko-Stadt.

## Zum Werk

### Kurzgeschichten und Themen
Die Kurzerzählungen von Amparo Dávila behandeln wiederkehrend Themen wie Wahnsinn, Gefahr und Tod. Im Allgemeinen ist eine Frau die Protagonistin. Viele dieser Frauen scheinen psychische Störungen mit Neigung zu körperlicher Gewalt zu haben. Oft kann die Frau dem Wahnsinn nicht entkommen, um die getroffenen Entscheidungen zu bewältigen.
Amparo Dávilas Kurzerzählungen sind nicht leicht einzuordnen, da die Autorin selbst versuchte, keiner Gruppe ihrer Zeit und ihres literarischen Kontextes anzugehören. Einige ihrer Geschichten wurden jedoch als Horrorliteratur eingeordnet, weil sie einige literarische Ressourcen aufweisen, die dem Menschen innewohnende natürliche d. h. archetypische Ängste behandeln. In den meisten Erzählungen von Dávila wird die Wahrnehmung dessen, was als Realität verstanden wird, gestört, um anderen möglichen Erscheinungsformen Platz zu machen, so dass sowohl die lesende Person als auch die Charaktere mit unbekannten Situationen oder Wesen konfrontiert werden, die in vielen Fällen unverständlich sind. Die Angst, die Amparo Dávila in ihren Geschichten einfängt, entspringt den Ängsten, welche die Autorin selbst als kleines Mädchen erlebt hat.
Eine der am häufigsten analysierten Geschichten ist „El Huesped“ (Der Hausgast; The Houseguest). Darin erscheint der furchterregende Charakter im Fremden, im Dunkeln und im Unbekannten positioniert, der von dort über seine Beute wacht. Für Diana Catalina Escutia Barrios lassen sich die Konfiguration und Funktionen der verstörenden Charaktere in Dávilas Geschichten mit den Konzepten erklären, die von Schriftstellern wie Delumeau, Lovecraft und Roas für die Begriffe „Angst“ und „Horror“ skizziert wurden.
Für Flora Botton Burlá gehört Mehrdeutigkeit zu den Anforderungen der Phantastik. Die Unruhe, die durch Zweifel und Mehrdeutigkeit bei der lesenden Person provoziert wird, ist eine der Anforderungen, die Dávilas Geschichten erfüllen. Felipe Oliver Fuentes schreibt, dass „El huesped“ die phantastische Wirkung dadurch erzielt, dass es zwei alternative Interpretationsmöglichkeiten zulässt, ohne dass sich die lesende Person definitiv für eine von beiden entscheiden kann.

### Gedichte
Dávila begann unter dem Einfluss biblischer Bücher Gedichte zu schreiben. Sie spielt oft mit der Idee der Zeit als Symbol für das, was sich nicht ändern lässt. In ihren Gedichten ist die Zeit ein wiederkehrendes Motiv, insbesondere in ihrer verlagerten Form, die nicht linear ist, sondern voller Parallelen, Löcher etc. Die Zeit ist nicht sichtbar, aber ihre Verwüstungen sind es. Die Person oder der Grund, der die im Gedicht beschriebenen Gefühle hervorruft, ist auch nicht vollständig sichtbar, sondern eine Erinnerung, ein Traum, eine Hoffnung, ein Gefühl, eine Nostalgie etc.

## Rezeption
Die Kurzgeschichten von Dávila wurden in verschiedenen ikonischen Anthologien aufgenommen, wie unter anderem „El cuento mexicano del Siglo XX“ (Die mexikanische Kurzgeschichte des 20. Jh.) (1964) von Emmanuel Carballo und „Other fires“ (Andere Feuer) (1986) von Alberto Manguel.
Die weiblichen Charaktere in den Geschichten haben die Aufmerksamkeit der Kritik auf sich gezogen, obwohl einige ihrer Protagonisten männlich sind. In beiden Fällen stechen jedoch die Frustrationen der zwischenmenschlichen Beziehungen (unglückliche Paare, erstickte in Routine ablaufende Ehen etc.) hervor, sowie der leidenschaftliche und unbefriedigte Wunsch nach einem Partner.
In der Gedenkausgabe von Arboles petrificados wurde ein Brief von Julio Cortázar an Amparo Dávila veröffentlicht. Der argentinische Schriftsteller verglich darin die Atmosphäre von Dávilas Erzählung mit denen, die Edgar Allan Poe in seinem Werk geschaffen hat.
Durch die Ausgabe von „Cuentos reunidos“ (Gesammelte Kurzgeschichten) beim Verlag Fondo de Cultura Económica haben die Kurzerzählungen von Dávila im Jahr 2009 neue Leser gewonnen. Ebenso haben sich nationale und internationale Kritiker in den letzten zehn Jahren wieder dafür interessiert ihre Geschichten aus verschiedenen und neuen Perspektiven zu analysieren: ästhetisch, psychologisch, philosophisch, gattungskritisch usw.

### Das literarische Vermächtnis von Amparo Dávila bei mexikanischen Autorinnen
Laut Carmen Alemany lassen sich einige Merkmale der Erzählungen von Amparo Dávila vor allem im Werk von drei mexikanischen Autorinnen erkennen: Cristina Rivera Garza (1964), Cecilia Eudave (1968) und Guadalupe Nettel (1973). Diese Autorinnen wurden in derselben Generation geboren. Sie übernehmen von Amparo Dávila den Gebrauch von Ambiguität, der Atmosphäre, der diskursiven Hybridität, sowie Themen des Phantastischen, wie den Gebrauch des Doppelten, sowie eine andere Art der Identitätsfindung.

#### Davilas weibliche Charaktere im Werk von Cecilia Eudave
Cecilia Eudave hat, wann immer sie die Gelegenheit dazu hatte, die Bedeutung hervorgehoben, die Dávila beim Schreiben ihrer Geschichten und Romane für sie hatte. Als Davila starb, sagte Euduave: „Amparo Dávila hat es geschafft, eine hervorragende Atmosphäre zu kreieren, damit ihre weiblichen Charaktere ihr anderes Selbst freisetzen können: das Monströse. Monster und phantastische Wesen, die Katharsis und das Bewusstsein der Unterdrückung erzeugen; Dávila schafft es, die erstickte oder abgelehnte Identität von Frauen zu erwecken, die von den gesellschaftlichen Zwängen der Zeit, in der sie lebte, dominiert wurde.“

#### „El huesped“ von Guadalupe Nettel
Guadalupe Nettel hat einen Roman namens „El huesped“ (Der Gast) veröffentlicht. Trotz des gleichen Titels gibt es einen radikalen Unterschied zur Geschichte von Dávila. Im Gegensatz zu der Erzählung von Dávila, in welcher die Protagonistin es schafft, den fremden Gast zu besiegen, beschließt die Protagonistin in Nettels Roman, den Gast anzunehmen. Ein weiterer der offensichtlichsten Unterschiede zwischen den beiden Werken besteht darin, dass der „Gast“ bei Amparo Dávila fremd und äußerlich ist, aber bei Nettel ist er innerlich, er entsteht aus dem Selbst. Trotz der Unterschiede konfigurieren beide Autorinnen geschlossene Atmosphären, erstickend für ihre Protagonisten, die beide als unausgeglichene Wesen gezeichnet werden. Manchmal wahnsinnig, bewegen sie sich zwischen dem Rand der Realität mit einem Hang zum Phantastischen, das sich mit dem Traumhaften vermischt und die lesende Person stört, die aufgefordert wird entscheiden zu müssen, welche Realität angemessener erscheint.

#### Amparo Dávila als Figur in „La cresta de Ilion“ von Cristina Rivera Garza
Amparo Dávila erscheint als Figur in dem Roman „La cresta de Ilion“ (Das Wappen von Ilion, 2002) von Cristina Rivera Garza. Dann taucht später ein anderer Charakter auf, eine Frau, die behauptet, sie wäre die echte Amparo Dávila. Nicht nur die Figur der Amparo Dávila in „La cresta de Ilión“ zog die Aufmerksamkeit von Kritiker auf sich, sondern auch die intertextuellen Beziehungen zwischen Dávilas Erzählungen und dem Roman von Christina Rivera Garza.
Darüber sagte Rivera Garza in einem Interview zu Laeticia Rovecchio Antón:
„Anstatt ‚sie zu ehren‘, was ein Wort ist, das immer Distanz und Vertikalität impliziert, würde ich eher sagen, dass ich mit einigen ihrer Schreibstrategien gearbeitet habe: mit ihr, meine ich, nicht über sie.“

### Ehrungen nach dem Tod
Nach ihrem Tod ehrten 25 mexikanische zeitgenössische junge Autorinnen und Herausgeberinnen Dávila, indem sie einige ihre Erzählungen vorlasen. Wegen der COVID-19-Pandemie konnte diese Hommage nur virtuell abgehalten werden.

## Ehrungen
1966: Stipendium des Centro Mexicano de Escritores.
1977: Xavier Villaurrutia Preis für Arboles petrificados.
1978: Beitritt zur „Asociación de Escritores de México“, AEMAC.
1986: Mitglied der Jury des Literaturpreis Premio Nacional de Cuento Ermilo Abreu Gómez.
2013: Auszeichnung beim neunten Schriftstellertreffen Literatura en Bravo, als erste Frau, die diese Auszeichnung erhielt.
2015: Medaille der Schönen Künste in Anerkennung ihres Werkes.
2018: Der San Luis Potosí Kurzerzählung Preis ändert seinen Namen zu Ehren der Autorin an ihrem 90. Geburtstag.
2020: Amparo Dávila wurde für ihre herausragende Karriere im Genre der Kurzgeschichte zur Gewinnerin des dritten Jorge-Ibargüengoitia-Preises für Literatur der Universidad de Guanajuato (UG) ernannt.

## Werke

### Gedichte
- Salmos bajo la luna, 1950.
- Meditaciones a la orilla del sueño, 1954.
- Perfil de soledades, 1954.
- El cuerpo y la noche, (Der Körper und die Nacht, <1967–2007>) 2011.

### Kurzgeschichten
- Tiempo destrozado (Zerstörte Zeit), 1959.
- Música concreta (Konkrete Musik), 1964.
- Árboles petrificados, 1977.
- Muerte en el bosque: cuentos reunidos (Tod im Wald: gesammelte Kurzgeschichten), 1985.
- Con los ojos abiertos (Mit Offenen Augen), 2008.
- Cuentos reunidos, 2009.
- El huésped y otros relatos siniestros 2018. Englisch: The Houseguest and Other Stories

### Autobiographie
- Apuntes para un ensayo autobiográfico, 2006.